# Oswald Poreau
Oswald Poreau, né à Schaerbeek en 1877 et mort à Waterloo en 1955, est un artiste peintre réaliste de tendance luministe, graveur, lithographe, de l'école belge.

## Formation
Oswald Poreau, reçu sa formation à l'Académie royale des beaux-arts de Bruxelles tant en peinture qu'en architecture. Il y eut comme maîtres en peinture de 1895 à 1900 Joseph Stallaert et Joseph Quinaux et pour l'architecture Ernest Acker.
Selon Georges Eekhoud « l'œuvre d'Oswald Poreau nous donne à la fois une impression de puissance et d'harmonieuse progression ».
Il continua sa formation à Paris en 1905 et fut actif à Barbizon .

## Expositions
- 1904 : salon triennal d'Anvers.
- 1927 : Entrée d'usine au salon du cercle artistique Le Lierre à Bruxelles[4].
- 1935 : Rayons sur la vallée au salon du cercle artistique Le Lierre à Bruxelles[5].
- 1937 : Porte de ferme en Flandre au salon du cercle artistique Le Lierre à Bruxelles[6].
- 1952 : exposition à l'Hôtel de Ville de Schaerbeek.

## Distinction
- Chevalier de l'ordre de Léopold (Belgique) le 23 avril 1926[7].

## Commémorations
Un monument orné d'un bas-relief de René Cliquet a été dressé en l'honneur d'Oswald Poreau au Parc Josaphat à Schaerbeek.